# Чаленко Ігор В'ячеславович
Ігор В'ячесла́вович Ча́ленко  (*28 жовтня 1944 — †4 грудня 1998) — радянський та український організатор кіновиробництва.

## Біографічні відомості
Закінчив Київський інститут народного господарства ім. Д. Коротченка (1967).
З 1963 р. — на адміністративній роботі на Київській кіностудії ім. О. П. Довженка.
Викладав у Київському державному інституті ім. І.Карпенка-Карого.
Був членом Спілки кінематографістів України.

## Фільмографія
- Зіграв ряд епізодичних ролей в кіно.

Директор картин:
- «Адреса вашого дому» (1972)
- «Щовечора після роботи» (1973)
- «Біле коло» (1974)
- «Така вона, гра» (1976)
- «Море» (1978)
- «Важка вода» (1979)
- «Платон мені друг» (1980)
- «Під свист куль» (1981)
- «...Якого любили всі» (1982)
- «Якщо ворог не здається...» (1982)
- «Повернення з орбіти» (1983)
- «Вантаж без маркування» (1984)
- «Робота над помилками» (1988)
- «Балаган» (1990)
- «Карпатське золото» (1991)
- «Таємниця вілли» (1992, сценарист у співавт.) та ін.